# (15180) 9094 P-L
A (15180) 9094 P-L a Naprendszer kisbolygóövében található aszteroida. Cornelis Johannes van Houten, Ingrid van Houten-Groeneveld és Tom Gehrels fedezte fel 1960. október 17-én.

## Kapcsolódó szócikk
- Kisbolygók listája (15001–15500)